# Prestatyn Panthers
I Prestatyn Panthers sono stati una squadra di football americano di Prestatyn, in Gran Bretagna. Fondati nel 1986, hanno partecipato alla NWWCAFL. Hanno chiuso nel 1990.

## Dettaglio stagioni

### Tornei nazionali

#### Campionato

##### BGFL Premiership
| Stagione | regular season | regular season | regular season | regular season | regular season | regular season | playoff | playoff | playoff | playoff | playoff | playoff          | playoff               |
|          | Vin            | Par            | Per            | Tot            | PF             | PS             | Vin     | Per     | Tot     | PF      | PS      | risultato        | avversaria            |
| -------- | -------------- | -------------- | -------------- | -------------- | -------------- | -------------- | ------- | ------- | ------- | ------- | ------- | ---------------- | --------------------- |
| 1988     | 9              | 0              | 1              | 10             | 430            | 108            | 0       | 1       | 1       | 0       | 88      | Ottavi di finale | Merseyside Centurions |
| Totale   | 9              | 0              | 1              | 10             | 430            | 108            | 0       | 1       | 1       | 0       | 88      |                  |                       |

Fonti: Enciclopedia del Football - A cura di Roberto Mezzetti

### Tornei locali

#### NWWCAFL
| Stagione | regular season | regular season | regular season | regular season | regular season | regular season | playoff | playoff | playoff | playoff | playoff | playoff   | playoff       |
|          | Vin            | Par            | Per            | Tot            | PF             | PS             | Vin     | Per     | Tot     | PF      | PS      | risultato | avversaria    |
| -------- | -------------- | -------------- | -------------- | -------------- | -------------- | -------------- | ------- | ------- | ------- | ------- | ------- | --------- | ------------- |
| 1987     | 3              | 0              | 3              | 6              | 109            | 97             | 1       | 1       | 2       | 6       | 16      | Finale    | Cheshire Cats |
| Totale   | 3              | 0              | 3              | 6              | 109            | 97             | 1       | 1       | 2       | 6       | 16      |           |               |

Fonti: Enciclopedia del Football - A cura di Roberto Mezzetti

### Riepilogo fasi finali disputate
| Anno             | Luogo | Evento           | Fase del torneo  | Incontro                                   | Risultato |
| 6 settembre 1987 |       | NWWCAFL          | Finale           | Cheshire Cats - Prestatyn Panthers         | 16 - 0    |
| 14 agosto 1988   |       | BGFL Premiership | Ottavi di finale | Merseyside Centurions - Prestatyn Panthers | 88 - 0    |